# Palazzo Molin del Cuoridoro

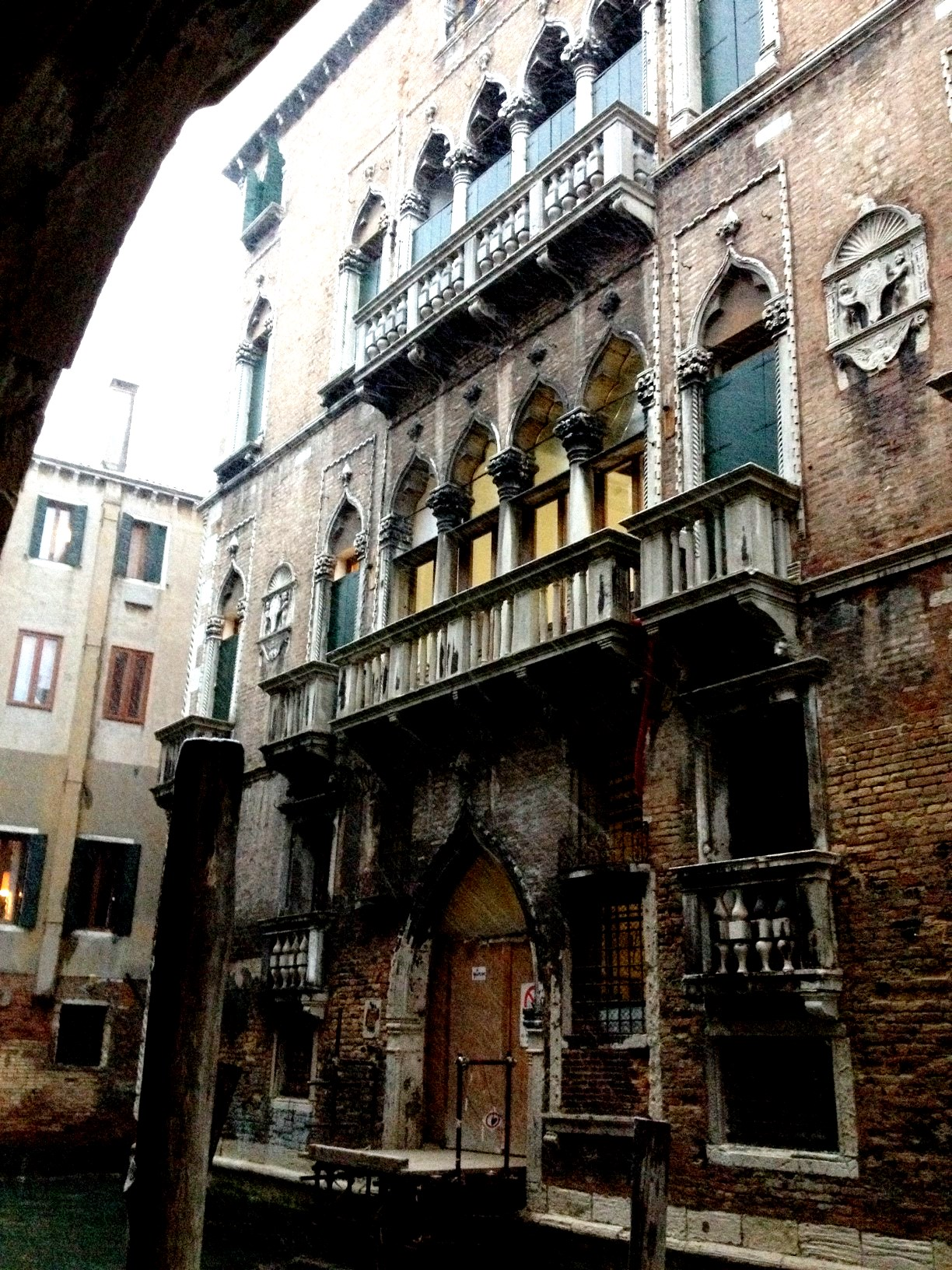
Palazzo Molin del Cuoridoro (2013)

Der Palazzo Molin del Cuoridoro ist ein Stadtpalast der Frührenaissance, der im venezianischen Sestiere San Marco am Zusammentreffen der Kanäle Rio dei Barcaroli und Rio Fuseri steht. Der Name „del Cuoridoro“ der durch den einen Innenhof von der Straße Frezzaria zum Palazzo führenden privaten Gasse bezieht sich auf das Handwerk der Ledervergoldung.  

## Geschichte
Das Gebäude ist mit der Familie Molin verbunden, die nur einmal in der Person des Francesco Molin von 1646 bis 1655 den Dogen stellte. Den Palast ließen 1468 die Brüder Marco und Girolamo Molin errichten. Ein Wappen der Familie befindet sich am Haus. Eine Zuschreibung zu einem Architekten ist nicht überliefert. 
Das Gebäude steht unter Denkmalschutz, gleichwohl wurde es nach 2000 renoviert und als Appartementhaus mit 18 sogenannten Luxus-Eigentumswohnungen vermarktet. 
Leopold und Wolfgang Amadeus Mozart hielten sich auf ihrer Italienreise im Februar 1771 im Palazzo Molin auf. Die seinerzeitigen Bewohner waren Johann Wider und seine Ehefrau Venturina sowie deren sechs Töchter, die Wolfgang Amadeus Mozart „perle“ bzw. die „Widerischen Berlein“ (= Perlen) getauft hatte.